# Planification spatiale en France
La planification spatiale ou planification territoriale est une pratique visant à fixer, pour un territoire donné, les objectifs de développement et de localisation harmonieuse des hommes, de leurs activités, des équipements et des moyens de communication.
La planification spatiale met en pratique les méthodes de planification au service de l'aménagement du territoire et de l'urbanisme.
On distingue différentes échelles de la planification spatiale :
- le territoire national : l'aménagement du territoire ;
- la région, le massif ou une bande littorale : la planification régionale ;
- le quartier, la ville, jusqu'à l'agglomération : l'urbanisme (plan local d'urbanisme) ;
- l'îlot ou un groupe de bâtiments dont la composition n'atteint pas la superficie du quartier : la composition urbaine ;
- le bâtiment : l'architecture.

## Définitions

### Qu'est que la planification spatiale?
Il n'existe pas une seule et unique définition de « planification spatiale ». De nombreux auteurs ont tenté d'en formaliser une, sans qu'aucun n'ait réussit à faire consensus (cf. infra). Deux définitions sont particulièrement visibles parce que données par les deux principaux dictionnaires de l'urbanisme existant. Pierre Merlin, qui a rédigé l'entrée « Planification spatiale » du dictionnaire qu'il co-dirige, affirme qu'il s'agit d'une « action visant à fixer, pour un territoire donné, les objectifs de développement et de localisation harmonieuse des hommes, de leurs activités, des équipements et des moyens de communication ». Le second dictionnaire est celui de Jacques Levy et Michel Lussault. Laurent Devisme, qui a rédigé l'entrée « planification » (la dimension spatiale est implicite) dans cet ouvrage, la décrit comme un « dispositif politique ayant pour objectif la prédiction du contexte et la mise en cohérence des actions, publiques et privées, dans un domaine et/ou un espace, pour une durée et à une échéance déterminée ».
On traduit « planification spatiale » par « spatial planning » et non pas « urban planning », cette dernière expression renvoyant à l'« aménagement du territoire » en tant que pratique générale.

### Une notion plus qu'un concept
Selon Xavier Desjardins, la définition de planification spatiale est assez floue. Il affirme dans sa thèse que cette notion a des « contours assez imprécis ». Il tente toutefois de faire la synthèse des définitions proposées par Merlin et Devisme en notant que la planification spatiale repose sur trois caractéristiques :
- ses auteurs sont toujours la puissance publique,
- ses méthodes ménagent toujours une place à la prospective,
- et sa finalité est d’orienter la localisation des activités et des hommes par des mesures juridiques et/ou financières.

### Distinctions conceptuelles
Le consensus autour de la notion de planification spatiale est d'autant plus difficile à trouver qu'elle se décline en plusieurs modes de planification. On peut citer, du mode le plus institutionnalisé au mode le plus informel :
- La planification réglementaire
- La planification stratégique spatialisée
- La planification informelle ou « soft spatial planning »

Par ailleurs, une ambiguïté forte existe entre les expressions « planification spatiale », « planification urbaine » et « planification territoriale ».

#### Planification réglementaire

##### Définition et origines de la planification réglementaire
Alain Motte définit la planification réglementaire comme une « approche de la morphologie urbaine [qui] se traduit par une planification de l'usage des sols ayant une dimension juridique très forte ». Il complète cette définition en retraçant l'émergence de la planification réglementaire. Celle-ci se serait progressivement formalisé en Angleterre à partir de la fin du XIXe siècle :

« La fin du XIXe siècle et le début du XXe siècle voient l'apparition des plans d'organisation de l'espace urbain (master plans) à l'échelle des villes. Ces plans sont dominés par une approche de la morphologie urbaine et sont focalisés sur l'équilibre du développement spatial. Elle est apparue dans une période de croissance très rapide des agglomérations, sous l'impact de l'industrialisation. Il n'est pas étonnant par conséquent que ce soit les Anglais qui aient été parmi les premiers à mettre en place des dispositifs légaux de grande envergure au début du XXe siècle (Housing and Town Planning Act 1909). La planification de l'usage des sols est destinée en premier lieu aux périphéries, que l'on ordonne en définissant des zonages, des densités de peuplement, etc. »

##### La notion de planification réglementaire en anglais
Les expressions « planification réglementaire » et « planification de l'usage des sols » peuvent être respectivement associées à l'anglais « regulatory planning » et « land-use planning ». La définition de land-use planning donnée par Healey (en) recoupe l'acception que l'on connaît en Français :

« Land-use planning (also 'planning' or 'zoning') involves the 'scientific, aesthetic and orderly disposition of land, resources, facilities and services with a view to securing the physical, economic, social and environmental efficiency health and well-being of urban and rural communities. »

La planification réglementaire peut enfin parfois être désignée de façon moins formelle de hard planning, afin de souligner la distinction avec le soft planning (cf. infra).

#### Planification stratégique spatialisée
L'émergence de la planification stratégique spatialisée répond aux limites du précédent mode de planification, la planification réglementaire. En effet, il est apparu qu'il ne suffisait pas de créer un plan d'urbanisme pour qu'il se réalise. Cette problématique de l'avènement du plan pose en fait celle des moyens pour le réaliser. Elle a été résolue par l'apparition d'un nouveau mode de planification, la planification stratégique spatialisée, dont les méthodes insistent sur la coopération entre les acteurs territoriaux en présence. C'est ainsi qu'Alain Motte, reprenant les travaux de Healey (Healey (en) et al., 1997), définit la planification stratégique spatialisée, comme suit :

« La planification stratégique spatialisée permet de définir un cadre d'ensemble composé d'orientations générales et de principes d'action pour piloter le développement territorial d'une région urbaine. Elle s'appuie sur un ensemble de pratiques de gouvernance pour élaborer et mettre en œuvre des stratégies, plans, politiques et projet, et pour réguler la localisation, le phasage et la forme du développement territorial. »

La définition que propose pour sa part Jean-Paul Lacaze va dans ce sens, en abordant explicitement la problématique de l'efficacité du plan :

« La planification stratégique a comme objectif principal de rechercher l'optimisation des décisions publiques susceptibles de modifier les structures principales d'une agglomération (ou d'une région). Elle analyse l'espace urbain comme le support des localisations des activités économiques et retient, comme critères principaux de sélection des solutions, des valeurs d'efficacité et de rendement permettant la recherche d'un optimum socio-économique. »

Si les auteurs mentionnés semblent s'accorder sur la définition de planification stratégique spatialisée, les analysent divergent sur l'histoire de l'émergence de ce mode de planification spatiale. Selon Lacaze, « la planification stratégique a connu un développement rapide dans les années 1960 avant de subir ultérieurement une certaine défaveur. Cet essor s'explique par les difficultés de mise en œuvre auxquelles se heurtait une planification urbaine reposant essentiellement sur les méthodes de la composition urbaine. La définition sur la planche à dessin d'un « état futur souhaitable » apportait peu de garanties que l'évolution future de la ville ou du quartier considéré se produise effectivement dans le sens souhaité ». Or Motte et Healey font remonter l'émergence de la planification stratégique spatialisée à une période plus récente : « la planification stratégique spatialisée a été construite durant les années 1980 et 90 en Europe sur la base d'une appréciation critique de la planification d'usage des sols. Celle-ci imprègne néanmoins toujours les pratiques dominantes des acteurs principaux ».
Les instruments de planification qui relèvent de la planification stratégique spatialisée sont le SCoT et le PLU. Pour ce qui est du SCoT, Lacaze affirme qu'il relève clairement de la planification stratégique spatialisée : « [son étude] relève clairement des méthodes de la planification stratégique. L'accent mis dans les instructions officielles sur la nécessité d'associer les collectivités locales, les services de l’État et les agences responsables des services publics à l'élaboration de ce document traduit bien la recherche d'une cohérence globale dans les systèmes de décision publics ». Le PLU, quant à lui, a un statut « plus ambigu ». En effet, Lacaze écrit :

« Il est exact que la majorité de ces documents relève d'une procédure un peu automatique ayant pour but de distribuer les droits de construire sur le territoire communal et codifier l'usage de ces droits. En particulier, la nécessité d'afficher clairement, zone par zone, la nature des constructions autorisées ou interdites conduit en pratique à un zonage assez strict qui résulte directement de la procédure d'élaboration et non du respect de principe. Beaucoup de PLU sont ainsi très fonctionnalistes sans que personne l'ait réellement voulu. Mais il n'est pas impossible pour autant d'utiliser autrement la procédure en réalisant une étude préalable prospective. »

##### Planification stratégique et planification stratégique spatialisée
Il est important d'être rigoureux dans l'emploi des termes et de ne pas omettre l'adjectif « spatialisée », sans quoi l'expression « planification stratégique » renverrait d'abord au domaine économique et plus précisément celui de la gestion d'entreprise. De nombreux auteurs ont souligné la filiation par les sciences du management, comme Devisme qui relate que « la notion de planification est d'abord liée en France à l'interventionnisme économique (mise en place du premier Plan indicatif par Jean Monnet en 1946 mais trouvant ses sources intellectuelles avant-guerre) ». Toutefois, il prend soin de préciser qu'il n'y a pas de coupure franche entre les deux pratiques :

« La planification économique a rapidement été couplée à la planification spatiale, dont les missions relèvent de l'indication, pour un territoire donné, des objectifs de développement et d'aménagement […] Planification économique et planification spatiale ne doivent pas être considérées comme distinctes, mais comme complémentaires et donc coordonnées. Cependant, le plus souvent la planification économique est plus ancienne que la planification spatiale et la deuxième est souvent subordonnées à la première (c'était notamment le cas en URSS où la répartition des forces productives a pour objet de spatialiser les projets de développement prévus par le plan économique). »

Pierre Merlin partage ce positionnement en affirmant que « la planification spatiale est complémentaire, sans lui être nécessairement subordonnée, de la planification économique et sociale ».
Toutefois, si la planification économique a pu inspirer des courants de pensée progressistes (planisme), la planification spatiale est moins liée à un courant de pensée en particulier. Il n'en reste pas moins que la planification spatiale peut être le vecteur d'idéologies, dans la mesure où les stratégies spatiales portées par les plans sont empreintes de valeurs.

##### La notion de planification stratégique spatialisée en anglais
On traduit « planification stratégique spatialisée » par « strategic sptatial planning ».

#### Planification informelle ousoft spatial planning
La première mention de « soft spaces » dans la littérature académique nous vient d’Haughton et Allmendinger en 2008, et fait référence à l’émergence de périmètres administratifs alternatifs dans un contexte de renouvellement des modalités de gouvernance dans l’aménagement du territoire et le développement régional au Royaume-Uni. Ce concept a été étayé par ces deux mêmes auteurs en 2009 et 2010 par l’étude du cas de la Porte de la Tamise, un projet de rénovation urbaine à l’échelle méta-régionale situé à proximité de Londres. Ce projet présente une double spécificité : d’une part, il ne correspond à aucun périmètre administratif préétabli, et d’autre part le périmètre du projet varie en fonction des acteurs qui s’y associent. De cet état de fait résulte une gouvernance complexe, notamment en raison du nombre exceptionnellement important de parties prenantes. Les auteurs considèrent toutefois que ce type d'espace, qu'ils appellent « soft space », offre un atout majeur en ce qu’il permet de passer outre aux difficultés posées par un cadre institutionnel rigide.
Il est ressorti de ces travaux que l’émergence des soft spaces est une tendance lourde en aménagement. Les auteurs replacent cette démarche au sein de l’évolution engagée au Royaume-Uni sous l’influence du New Labour qui consiste en la recherche accrue de pragmatisme dans la conduite des politiques publiques: « There is a strong element of pragmatism involved in the emergence of soft spaces and use of fuzzy boundaries, echoing the New Labour emphasis on getting things done and not worrying too much about tidiness around the edges or administrative clutter ». D’où leur choix de lire cette évolution de la pratique de la planification comme en étant une nouvelle phase qu’ils nomment le « New Planning ».
En France, l'équivalent de ces dispositifs de soft spatial planning pourraient être les pays, dans la mesure où ils constituent des espaces de coopération souple.

#### Planification spatiale, planification urbaine et planification territoriale
L'expression « planification spatiale » intègre les notions de « planification urbaine » et de « planification territoriale ».
Les expressions « planification urbaine » et « planification territoriale » sont proches, sans qu'apparaissent évidents leurs points de divergence. Selon Merlin, la planification urbaine est :

« Un ensemble d'études, de démarches, voire de procédures juridiques ou financières, qui permettent aux collectivités publiques de connaître l'évolution des milieux urbains, de définir des hypothèses d'aménagement concernant à la fois l'ampleur, la nature et la localisation des développements urbains et des espaces à protéger, puis d'intervenir dans la mise en œuvre des options retenues. Les documents d'urbanisme, à cet égard, font partie de la planification urbaine. »

Il précise toutefois que « cette expression n'a pas de signification précise et ne correspond pas à une démarche particulière et organisée des pouvoirs publics ».
L'expression "planification territoriale" est employée plus rarement. Laurent Devisme situe son apparition après celle de « planification urbaine » et la définie ainsi :

« Les notions plus récentes de planification régionale et territoriale comportent une dimension normative moindre, mais bien réelle : elles correspondent à celles des actions des collectivités territoriales ou des établissements publics de coopération intercommunale qui visent à définir à moyen terme la forme de l'urbanisation, la localisation préférentielle des zones (d'activité, résidentielles…) et la spatialité des servitudes d'utilité publique. La planification territoriale se repère le plus généralement au niveau d'une région urbaine et se trouve techniquement engagée par les agences d'urbanisme. Elle se décline par des schémas d'aménagement. »

Ainsi, si les acteurs semblent être les mêmes,
- l'espace diverge : on parle d'espace urbain local dans le premier cas, de région urbaine dans le second,
- le degré de contrainte mis en place par la planification urbaine semble être plus grand,
- les outils divergent : on parle de documents d'urbanisme dans le premier cas, de schémas d'aménagement dans le second.

## Histoire de la planification spatiale en France

### Les prémices de la planification spatiale
Lacaze situe l'émergence de la planification spatiale à partir de la Renaissance :

« Les premières réflexions sur les plans de ville datent de la Renaissance. Auparavant, au cours du Moyen Âge, la forme des villes résultait surtout de l'impératif de sécurité qui obligeait à entasser les constructions à l'abri des remparts. Les formes correspondantes sont encore très présentes dans les plans de nombreuses villes. […] Les grands travaux entrepris par le pape Sixte Quint à Rome marquent la renaissance, en Europe, d'une volonté d'organisation de l'espace à l'échelle globale d'une grande ville et le système de l'urbanisme baroque. De grande percées à travers le tissu des quartiers anciens constituent l'invention d'un principe et d'une forme qui connaîtra un succès durable. L'échelle de la ville entière est identifiée comme pertinente pour traiter certains types de problèmes spatiaux. »

En France, cette pratique est reprise par Haussmann lors de la transformations de Paris sous le Second Empire dans la seconde moitié du XIXe siècle. On peut considérer cette période comme le début de la planification spatiale en France. A sa suite apparaissent ponctuellement des règles d'urbanisme.

#### Les règles de sécurité publique
Amusé, Pierre Merlin rappelle dans son Historique de la planification urbaine en France que « l’urbanisme existait avant le mot ». Il est au nombre de ceux qui soulignent qu'en France,
- l'édit de Sully du 16 décembre 1607 définit pour la première fois des règles d'alignement
- pour des enjeux de salubrité, il est voté le 26 mai 1852 que toute construction neuve à Paris doit être raccordée à l'égout[12],
- la loi de 1884 a imposé aux communes d’établir un plan général de nivellement et de voirie[11],
- celle de 1902 a institué le permis de bâtir dans les agglomérations de plus de 20 000 habitants[11],
- les règles de hauteur et de gabarit des bâtiments sont apparues à Paris dans le règlement du 15 février 1902.

Toutefois, Merlin précise que ces textes portent essentiellement des mesures techniques relatives à la construction. Il faut attendre l'après Première Guerre mondiale pour que soit fondé le droit de l'urbanisme.

#### Les lois Cornudet de 1919 et 1924
La loi Cornudet de 1919 (renforcée par celle de 1924) disposaient que certaines villes devaient se doter d'un "plan d'aménagement, d'embellissement et d'extension". Ce plan était obligatoire pour les villes de plus de 10 000 habitants, pour toutes les communes du département de la Seine, les stations balnéaires, les villes artistiques et les villes sinistrées. Il devait couvrir la totalité du territoire communal.
Le plan devait comprendre :
- un document graphique (plan) qui détermine notamment les voies à créer avec leurs caractéristiques dimensionnelles, les places, squares et jardins… L'échelle recommandée est le 1/5000e ou le 1/1000e. pour les alignements, il est recommandé les échelles de 1/20e ou 1/500e.
- un programme déterminant les servitudes hygiéniques, archéologiques et esthétiques et les indications relatives à la hauteur des bâtiments et les prévisions concernant la distribution de l'eau potable, les réseaux d'assainissement, l'assainissement du sol, les servitudes archéologiques…
- un arrêté du maire pris après avis du conseil municipal et réglant les mesures prévues les mesures du plan et du programme.

La commune avait trois ans pour élaborer le plan. Passé ce délai, le Préfet faisait procéder d'office à son élaboration. Une commission départementale est chargée d'apprécier les projets. Sans plan, le maire ne peut engager des plans d'alignement et de nivellement, ni aucune construction.[réf. souhaitée]
La loi de 1924 introduit une prise en compte des zones d'urbanisation future et crée la procédure de lotissement avec un plan d'aménagement précisant aussi les VRD et un cahier des charges de cession des terrains lotis. Le Maire peut réserver des terrains pour des espaces verts et des édifices et services publics. Les permis de construire ne pourront être délivrés sans ce plan.[réf. souhaitée]
L'application de ces lois s'est avérée difficile. D'une part en raison du manque de savoir-faire des communes : elles durent avoir recours au service de l'Etat ou à des bureaux privés pour élaborer ces plans. D'autre part, le délai d'élaboration des plans d'aménagement, d'embellissement et d'extension était très long (douze ans en moyenne). Les premiers plans ne furent en effet approuvés qu'à la veille de la Seconde Guerre mondiale : en 1943, sur 2000 communes concernées, seules 300 étaient couvertes par un plan approuvé.

#### La loi de 1943
Avec la loi du 15 juin 1943, les plans des villes deviennent des « plans d'aménagement » traduisant par là la volonté de planification. Elle ouvre aussi la possibilité de créer des regroupements de communes au travers la notion de « groupement d'urbanisme » pour des projets intercommunaux. Mais cette loi pose surtout deux principes importants pour faciliter la mise en œuvre de ces plans :
- le principe d'utilité publique attaché aux plans ;
- le principe de non-indemnisation des servitudes d'urbanisme nées de ces plans[13].

### 1967: la naissance du système moderne de planification en France

#### La loi d'orientation foncière (LOF) de 1967
La loi d'orientation foncière (LOF) du 30 décembre 1967 fonde le système moderne de planification spatiale connu en France. Le contexte du développement démographique du baby boom oblige à trouver des solutions pour mettre en chantier rapidement de nouveaux quartiers à la périphérie des villes et aussi d'accélérer la rénovation des centres-villes insalubres. Il s'agit aussi de développer une cohérence de l'aménagement du territoire dans le cadre de la planification nationale.[réf. nécessaire]
Cette loi pose le principe de l'élaboration conjointe, par les services de l'Etat et les communes concernées, de deux types de documents d'urbanisme :
- le schéma directeur d'aménagement et d'urbanisme (SDAU) qui fixe les orientations de la politique d'aménagement de l'espace, en général à l'échelle intercommunale : il n'est pas opposable aux tiers ;
- le plan d'occupation des sols (POS) qui fixe, dans le cadre des orientations du SDAU lorsqu'il en existe un, les règles générales d'utilisation des sols, en général à l'échelle de la commune : il est opposable aux tiers.

La loi de 1967 prévoyait que les POS fussent obligatoires à peu près pour les mêmes catégories de communes que celles indiquées dans les lois de 1919 et 1924 (et reprises en 1943).

##### Les schémas directeurs d'aménagement et d'urbanisme
Les schémas directeurs d'aménagement et d'urbanisme (SDAU) sont élaborés dans le cadre d'un syndicat d'études regroupant l'ensemble des communes concernées par le développement d'une agglomération. Le SDAU comprend un schéma global à grande échelle (1/50 000e ou 1/20 000e) et en couleur et un rapport de présentation qui déterminent :
- les grands secteurs d'aménagement (habitat, activités) ;
- les grandes infrastructures : autoroutes, voies ferrées, aéroports, ports… ;
- apparaît aussi pour la première fois une protection de certains territoires agricoles ou naturels (les parcs naturels, les boisements, les vignes…).

Les SDAU servent de cadre à l'élaboration des POS qui doivent être en conformité avec eux, notion floue qui sera définie progressivement par la jurisprudence administrative. La durée d'un SDAU est évaluée à 30 ans environ. Le document après une mise à la disposition du public est arrêté par le Préfet. Il ne dispose donc pas de la force juridique attachée à la mise à l'enquête publique. C'est un document d'orientation à long terme d'un territoire qui peut correspondre à peu près à l'aire urbaine d'une ville-centre. Les SDAU doivent s'inscrire dans les directives nationales d'aménagement du territoire élaborées par la DATAR.
Ces SDAU seront remplacés par les SCOT dans la réglementation issue de la loi SRU.

##### Les plans d'occupation des sols
Les plans d'occupation des sols (POS) se substituent aux plans d'urbanisme de détails. Ces plans d'urbanisme sont obligatoires pour les communes ou groupement de communes de plus de 10 000 habitants. Pour les petites communes sont instaurées des « cartes communales ». Ces plans font l'objet d'une élaboration conjointe avec les services de l'État (DDE/GEP) et la ou les communes concernées. Ils doivent être en conformité avec les SDAU et ne supportent plus de dérogation hormis adaptations mineures.
Les POS comprennent obligatoirement :
- un rapport de présentation qui dresse un diagnostic du territoire concerné en termes notamment d'évolution démographique et économique. Il énonce les intentions de la commune et ses perspectives de développement arrêtées dans le cadre de l'élaboration. Ce document a force de loi et peut être opposé aux tiers. Apparaît un zonage spécifique pour les zones agricoles protégées (non constructibles et dont l'usage ne doit pas changer) et pour les zones agricoles banales qui peuvent évoluer dans le temps et aussi supporter quelques constructions liées à l'usage agricole. Ce sont les zones ND et NC.
- un ou plusieurs plans établis sur un fond de plan cadastral mis à jour. L'échelle est de 1/10000e pour les zones naturelles et de 1/5 000e ou 1/2 000e pour les zones bâties ou à urbaniser. Ce territoire est « zoné » avec pour chaque zone un règlement spécifique. Apparaissent aussi les alignements, les marges de recul par rapport aux voies publiques, les EBC (espaces boisés classés) qui ne peuvent changer d'affectation sauf remise en cause par une enquête publique, les ER (emplacements réservés), zones sur lesquelles les collectivités peuvent exercer un droit de préemption prioritaire pour la réalisation d'une voirie, d'un aménagement public ou d'un équipement public. Sont mentionnés le nom des bénéficiaires de ces emplacements réservés. les zones déjà urbanisées (zones U) font aussi l'objet d'une réglementation. Les zones U sont réputées équipées et le propriétaire d'un terrain n'a pas à supporter les coûts de desserte en VRD (voies et réseaux divers) de son terrain qui est réputé constructible de facto. Les zones NA déterminent les zones d'aménagements futurs.
- un règlement qui est détaillé pour chaque zone. Les deux premiers articles détermines les usages autorisés avec ou sans condition sur la zone et les usages interdits. Il détermine aussi les règles de construction, les prospects et même les plantations, la surface minimale pour rendre un terrain propre à la construction et au un COS (coefficient d'occupation des sols). Ce COS détermine la surface de bâti constructible par rapport à la surface de terrain (SHON - surface hors œuvre nette). Il exprime en fait la densité. Ainsi un COS de 1 pour une parcelle de 1 000 m2 permet de construire une SHON de 1 000 m2, un COS de 0,5 pour la même parcelle permet de construire 500 m2.
- un document (plan et règlements) recensant l'ensemble des servitudes publiques sur les zones : EDF, voies ferrées, mines, aérodrome, grosses canalisation de gaz…).
- les annexes sanitaires (plans) précisant notamment les éléments de desserte en eau (potable et usée).

Ces documents sont approuvés par le Préfet (avant les lois de décentralisation de 1980) après une mise à l'enquête publique (loi Bouchardeau du 13 juillet 1983) et rapport d'un commissaire enquêteur sur les remarques formulées lors de ladite enquête. Il a alors force de loi. Il peut faire l'objet de modifications ou de révisions dans les conditions prévues par la loi. Ce document est prévu pour une durée de 5 à 10 ans. Toutes les autorisations (permis de construire, permis de démolir, certificat d'urbanisme, lotissement, AFU…) doivent être conformes aux prescriptions du POS.

### 2000: le tournant stratégique de la planification spatiale

#### La loi solidarité et renouvellement urbain (SRU) du 13 décembre 2000
Le contexte n'est plus le même que celui qui a prévalu à la LOF :
- Les lois de décentralisation des années 1980 ont transféré les pouvoirs en matière d’urbanisme aux collectivités locales et groupements de communes qui se sont dotés d'outils et de personnels compétents.
- Les usagers et les habitants ont été invités de plus en plus dans le cadre de l'élaboration des documents et des opérations à exprimer et faire connaître leur avis avec la loi Bouchardeau. La notion de concertation évolue vers celle de « gouvernance » qui est aujourd'hui l'un des critères d'un développement durable.
- Les préoccupations environnementales se sont développées notamment en matière de protection des espaces naturels et de la bio-diversité au aussi des modalités juridiques de protection : Natura 2000, ZNIEFF. L'ADEME a développé une méthodologie nouvelle avec l'AEU (approche environnementale de l'urbanisme)…
- La consommation d'énergie est devenue une préoccupation majeure avec le Grenelle de l'Environnement notamment en termes d'habitats, de transports en commun, de dessertes en équipements de proximité…
- La notion de précaution invite de plus en plus à prendre en compte les risques naturels ou non avec les PPRI.
- La poursuite du développement des villes oblige aujourd'hui à s'interroger sur la consommation des espaces naturels et agricoles et invite à une densification…

Ces nouveaux enjeux ont profondément modifié la façon d'appréhender l'urbanisation et ses formes et ils ont généré une nouvelle forme de documents d'urbanisme et donc une nouvelle planification urbaine déterminées par un certain nombre de lois :
- La loi SRU (solidarité et renouvellement urbain) du 13 décembre 2000 est l’aboutissement d’un débat national lancé en 1999 ayant pour thème « Habiter, se déplacer… vivre la Ville » qui a fait ressortir la nécessité d’assurer une plus grande cohérence entre les politiques d’urbanisme et les politiques de déplacements dans une perspective de développement durable.
- Une meilleure prise en compte de la loi de répartition de compétences du 7 janvier 1983 implique un ajustement de la loi Solidarité et Renouvellement Urbains avec la loi du 2 juillet 2003 Urbanisme et Habitat.

La loi SRU comprend trois volets :
- un volet urbanisme avec la rénovation des documents d’urbanisme avec les SCOT. La loi réforme aussi la fiscalité de l’urbanisme pour permettre une utilisation de l’espace plus économe en supprimant notamment les taxes pour surdensité, mais aussi pour lutter contre l’urbanisation périphérique en créant une nouvelle participation pour création de voies nouvelles.
- un volet habitat pour renforcer la solidarité entre les villes. Après la solidarité financière mise en place par la loi Chevènement (avec l’instauration d’une taxe professionnelle unique), la loi Gayssot-Besson propose d’assurer une solidarité sociale en matière d’habitat au sein des agglomérations en renforçant les effets de la loi d’orientation sur la ville (LOV) du 13 juillet 1991.

Pour cela, et dès le 1er janvier 2002, les communes de plus de 3 500 habitants faisant partie d’une agglomération de plus de 50 000 habitants se verront taxées pour tout logement social ne leur permettant d'avoir un parc de logement social au moins égal à 20 % des logements sur la commune. Ces sommes seront versées au bénéfice d’un établissement public (EPIC ou EPF - établissement public foncier), lorsqu’il existe, en vue de la réalisation des logements sociaux. La loi SRU comporte aussi diverses mesures permettant d’assurer une meilleure protection de l’acquéreur immobilier et du locataire, un renforcement des procédures de lutte contre l’insalubrité et la mise en péril des immeubles, et une extension des compétences des offices publics d’HLM.
- un volet déplacements à mettre en œuvre une politique des déplacements au service du développement durable. Dans le cadre de la loi d’orientation sur les transports intérieurs du 30 décembre 1982 (LOTI), la loi conforte le plan de déplacements urbains (PDU) qui doit définir un partage modal équilibré de la voirie entre chacune des différentes catégories d’usagers. Elle renforce l’effet « prescriptif » du PDU qui peut délimiter des périmètres à l’intérieur desquels les conditions permettent de réduire ou de supprimer les obligations en matière d’aires de stationnement inscrites dans les plans locaux d’urbanisme. La loi offre également la possibilité aux autorités organisatrices de transports de se regrouper au sein d’un syndicat mixte de transport afin de rendre complémentaires les différents réseaux existants, mais aussi plus performants et attractifs pour les usagers. Enfin, à partir du 1er janvier 2002, la loi confie aux régions l’organisation des services ferroviaires régionaux de transport de voyageurs.

### 2010: la prise en compte accrue des enjeux environnementaux par la planification

#### Le Grenelle de l'Environnement
Le Grenelle de l’Environnement (ou « Grenelle Environnement »), organisé en France en septembre et décembre 2007, n'a pas immédiatement abouti à la production de nouvelles normes, et n'a donc pas eu d'impact direct sur la planification. Toutefois, cet événement majeur est le point de départ de réflexion qui aboutiront à la loi Grenelle II et à des changements importants en matière de planification spatiale en France.

##### La loi Grenelle I du 3 août 2009
La loi Grenelle I est une première traduction législative des engagements du Grenelle de l'Environnement. Six grands chantiers y sont abordés :
1. bâtiments et urbanisme ;
2. transports ;
3. énergie et climat ;
4. biodiversité ;
5. risques, santé et déchets ;
6. gouvernance.

À travers le chantier « bâtiment et urbanisme », la loi Grenelle 1 conforte l'évolution de la planification spatiale depuis les années 2000. Les documents d'urbanisme avaient en effet vu au tournant du siècle, avec la Loi Solidarité et Renouvellement Urbains (SRU) du 13 décembre 2000 leurs objectifs renouvelés, notamment pour mieux prendre en compte les enjeux environnementaux (préservation des espaces naturels, lutte contre l'étalement urbain…), de mixité sociale et de fonctions urbaines, etc. Ces objectifs sont rédigés à l'article L.121-1 du code de l'urbanisme. La loi Grenelle 1 n'a pas remis en question ces objectifs ; elle les a au contraire confirmé et complété.

##### La loi Engagement national pour l'environnement (dite Grenelle II) du 12 juillet 2010
La loi Grenelle 2 du 12 juillet 2010, portant Engagement National pour l'Environnement, complète et territorialise la première loi en déclinant des objectifs précis et chiffrés par thèmes. Bref, elle concrétise le Grenelle de l’Environnement. Elle traduit ses engagements en obligations, interdictions ou permissions par des textes nouveaux, ou le plus souvent ; par des modifications (ajouts, retraits, amendements…) des codes existants (Code de l'urbanisme, Code de l'environnement, Code rural, Code de la construction et de l'habitation, Code général des collectivités territoriales, Code des ports maritimes…) pour les rendre « conformes » aux engagements retenus et listés par le Grenelle I, afin notamment : de pouvoir les décliner aux échelles territoriales prévues par la loi ; de pouvoir y associer des outils fonciers, financiers, d'évaluation, etc

### 2014: renforcement des lois SRU et Grenelle II

#### La loi pour l'accès au logement et un urbanisme rénové (ALUR)
La loi ALUR est dans la continuité des réformes précédentes : respect des principes instaurés par la loi SRU de 2000. ces principes sont confirmés et confortés par la loi GRENELLE 2 de 2010.
Pour expliquer la loi, ses rédacteurs la présentent en 3 axes :
1. Répondre au besoin de régulation : Permettre la régulation des loyers, la régulation écologique des constructions, la régulation des professions de l’immobilier et du logement. Cela passe par : Moderniser les règles d’urbanisme, Favoriser les plans locaux d’urbanisme intercommunaux, Renforcer la participation des citoyens en amont des projets, Clarifier la hiérarchie des normes dans les documents d’urbanisme
2. Logique de protection : Protéger les propriétaires et les locataires contre les abus et les risques, favoriser une relation apaisée entre eux. Vers une garantie universelle des loyers
3. Dynamique d’innovation : Encourager la simplification des démarches et soutenir les expérimentations de nouvelles formes d’habitat.

Dans le code de l’urbanisme, elle est structurée ainsi :
- Titre 1er : Favoriser l’accès de tous à un logement digne et abordable
- Titre II : Lutter contre l’habitat indigne et les copropriétés dégradées
- Titre III : Améliorer la lisibilité et l’efficacité des politiques publiques du logement
- Titre IV : Moderniser les documents de planification urbaine

La loi SRU imposait aux villes de disposer d'au moins 20 % de logements sociaux (article 55) : cet objectif est porté à 25 % par la loi ALUR.

## Le système de planification spatiale français
Il existe plusieurs typologies de système de planification, comparant pour la plupart les systèmes des pays européens entre eux.

### La hiérarchie des normes

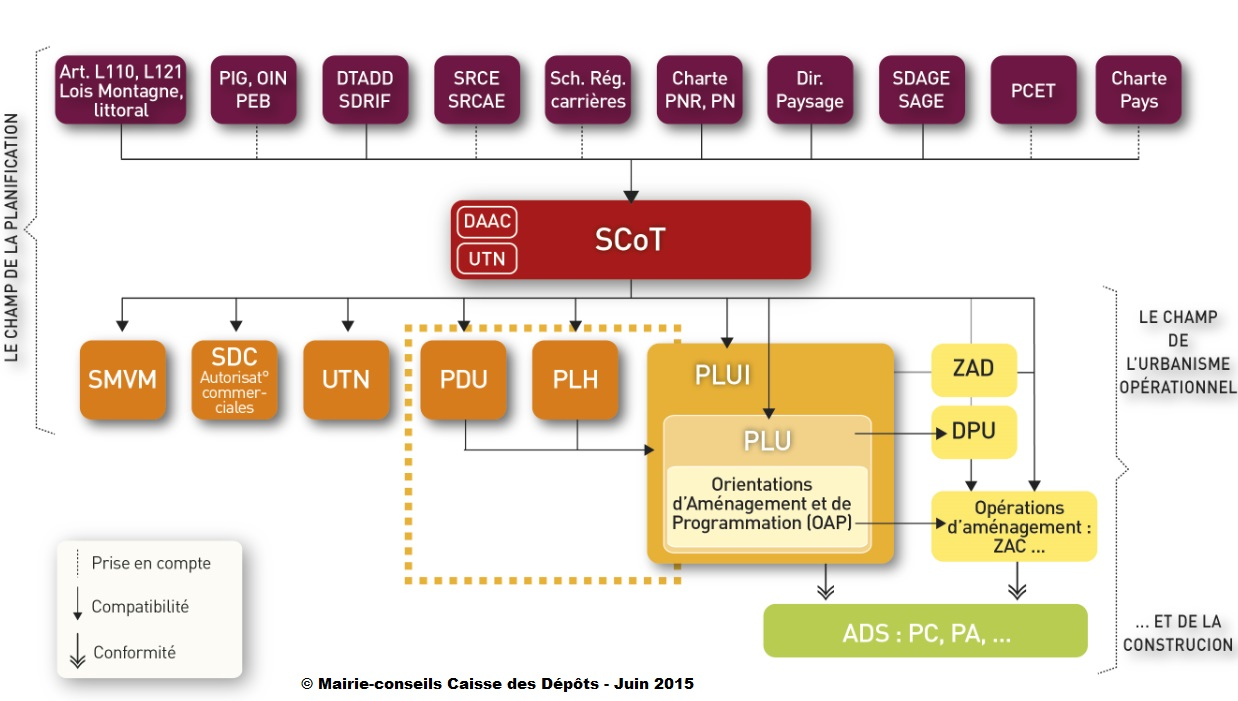
Schéma de la hiérarchie des normes en urbanisme

Ce schéma présente la hiérarchie des normes en urbanisme selon la législation en vigueur à la suite de la loi ALUR (mars 2015). Depuis la loi ENE, le SCoT est un document central dans la hiérarchie des normes : les documents "inférieurs" ne doivent plus être compatibles qu'avec lui. Il s'agit d'un relais avec les documents cadres tels que les DTA ou les SDAGE.

### Les documents cadres
Les documents cadres ne sont pas à proprement parler des documents de planification spatiale. Ils font toutefois partie intégrante du système de planification français en ce qu'ils ont une place dans la hiérarchie des normes.

#### L'absence d'un plan unique à l'échelle nationale
Contrairement à d'autres pays européens, la France ne possède pas de document de planification spatiale à l'échelle nationale. La loi d'orientation pour l'aménagement et le développement du territoire (dite loi Pasqua) du 4 février 1995 prévoyait l'élaboration d'un schéma national d'aménagement du territoire. Un avant-projet de schéma national, d'une imprécision totale, a été présenté en 1997. La loi d’orientation pour l’aménagement et le développement durable du territoire (dite loi Voynet) du 25 juin 1999 a supprimé ce schéma national.
Il existe toutefois, dans une certaine mesure, une planification nationale non spatialisée en France. Elle revêt une forte dimension économique. Elle est mise en place pour la première fois par le régime de Vichy. L'une de ses déclinaisons récentes est le contrat de plan État-régions, lequel comporte un volet territorial. Il ne s'agit toutefois pas d'un document d'urbanisme.
Dans la mesure où la France ne possède pas de document de planification spatiale national, on peut affirmer que le système de planification français n'est pas proprement intégré : il n'y a aucune relation relative à la hiérarchie des normes entre le SCoT, par exemple, et le niveau national.

#### Les directives territoriales d'aménagement (DTA)
Si l’État n'intervient pas directement par la planification spatiale, il est l'auteur de documents de programmation, les Directives territoriales d'aménagement (DTA), qui doivent être prises en compte et déclinées par les documents de planification. En 2010, les DTA sont devenues Directives territoriales d'aménagement et de développement durable (DTADD).

### Les documents de planification actuels

#### Le plan local d'urbanisme (PLU)
Le Plan local d'urbanisme (PLU) doit être en articulation avec l'ensemble des autres dispositifs règlementaires. Citons notamment les lois spécifiques à certaines régions : loi montagne du 9 janvier 1985 et Loi littoral du 3 janvier 1986. Il doit aussi prendre en compte les réglementations applicables localement et notamment celles relatives à la prévention des risques industriels, technologiques (PPRT - Plan de prévention des risques technologiques) - loi du 30 juillet 2003 - ou naturels (PPRN - plan de prévention des risques naturels).
La loi d'engagement national pour l'environnement ou « Grenelle II » du 12 juillet 2010 a modifié plusieurs aspects du PLU notamment en prescrivant la prise en compte de la trame verte et bleue, des orientations d'aménagement et de programmation, du PLH (Programme local de l'habitat) voire PDU (plan de déplacement urbain) intégré dans celles-ci… De plus, lorsque l'EPCI (Établissement public de coopération intercommunale) a la compétence intercommunale, le périmètre du PLU est celui de l'intégralité de l'EPCI. Dans le contexte nouveau du Grenelle 2 de l'environnement, le PLU doit aussi prendre en compte l'ensemble des mesures de protection de la nature : Natura 2000, ZNIEFF… Il prend aussi en compte les dispositifs liés à la gestion de l'eau avec les SAGE et les SDAGE (Schéma d'aménagement et de gestion des eaux).

#### Le PLU intercommunal (PLUi)
Selon le Ministère du Logement, de l’Égalité des territoires et de la Ruralité, « le PLUi est un document d’urbanisme à l’échelle d’un groupement de communes (EPCI) qui étudie le fonctionnement et les enjeux du territoire, construit un projet de développement respectueux de l’environnement et le formalise dans des règles d’utilisation du sol. Le PLUi doit permettre l’émergence d’un projet de territoire partagé, consolidant les politiques nationales et territoriales d’aménagement avec les spécificités du territoire ». Il s'agit d'un instrument récent de planification introduit brièvement par la loi Solidarité et renouvellement urbain en 2000, puis détaillé de façon significative par la loi Engagement national pour l'environnement (dite Grenelle II). La loi pour l'accès au logement et un urbanisme rénové (dite loi ALUR) complète la loi Grenelle II en ce qu'elle dispose qu'au 1er janvier 2017 les communautés de communes et les communautés d'agglomération acquerront automatiquement la compétence urbanisme, laquelle permet à un établissement public de coopération intercommunale (EPCI) d'élaborer un PLUi.

#### Le Schéma de cohérence territoriale (SCoT)
Selon le Ministère de l'intérieur, « le SCoT est l’outil de conception et de mise en œuvre d’une planification stratégique intercommunale, à l’échelle d’un large bassin de vie ou d’une aire urbaine, dans le cadre d’un projet d’aménagement et de développement durables (PADD) ». Cet instrument de planification est créé par la loi Solidarité et renouvellement urbain en 2000. Il remplace le Schéma directeur d'aménagement et d'urbanisme créé par la loi d'orientation foncière en 1967.

#### Le Schéma régional d'aménagement, de développement durable et d'égalité des territoires (SRADDET)
Le Schéma régional d'aménagement, de développement durable et d'égalité des territoires (SRADDET), qui a remplacé le Schéma régional d'aménagement et de développement du territoire (SRADT), est un document de planification à l'échelle de la région. Il n'est pas opposable aux tiers. Il peut mettre en œuvre les Directives territoriales d'aménagement et de développement durable (DTADD).

### Les documents d'urbanisme sectoriels
Les documents d'urbanisme sectoriels ne sont pas des documents de planification à proprement parler : ils sont des documents de programmation et n'ont pas vocation à porter une approche spatialisée.